# Marion Jones Farquhar
Marion Jones coniugata Farquhar (Gold Hill, 2 novembre 1879 – Los Angeles, 14 marzo 1965) è stata una tennista statunitense.

## Biografia
Marion Jones era la figlia del senatore statunitense John Percival Jones, cofondatore della città di Santa Monica e Georgina Frances Sullivan.
Partecipò alle Olimpiadi di Parigi del 1900 nelle gare di tennis. Sia nel torneo singolare femminile che nel torneo di doppio misto vinse la medaglia di bronzo. Inoltre, prese parte numerose volte agli U. S. Open, vincendo il singolare femminile nel 1899 e nel 1902, il doppio misto nel 1901 e il doppio femminile nel 1902. Nel 1900, fu la prima donna non britannica a partecipare al torneo di Wimbledon.
Nel 1903, Jones sposò a New York l'architetto Robert D. Farquhar, da cui ebbe tre figli. Marion Jones ebbe due sorelle: Georgina Jones, tennista e partecipante agli Olimpiadi 1900, e Alice Jones, moglie del noto scultore Frederick MacMonnies.
Nel 2006, fu inserita nell'International Tennis Hall of Fame.